# Kisaura minakawai
Kisaura minakawai là một loài Trichoptera trong họ Philopotamidae. Chúng phân bố ở miền Cổ bắc.